# Olive Is Dismissed
Olive Is Dismissed è un cortometraggio muto del 1914 diretto da Richard Ridgely.
Quinto episodio del serial Olive's Opportunities.

## Produzione
Il film fu prodotto dalla Edison Company.

## Distribuzione
Distribuito dalla General Film Company, il film - un cortometraggio in una bobina - uscì nelle sale cinematografiche statunitensi il 22 dicembre 1914.